# Rody de Boer
Rody de Boer (Den Haag, 22 augustus 1997) is een Nederlands voetballer die als doelman voor Aalborg BK speelt. Hij is de zoon van Leo de Boer, die keeper bij FC Den Haag en AZ was.

## Carrière
Rody de Boer speelde in de jeugd van ADO Den Haag en was van 2014 tot 2017 derde en vierde keeper bij de eerste selectie. Hij debuteerde nooit voor de club. In de zomer van 2017 vertrok hij naar Telstar, waar hij debuteerde op 18 augustus 2017, in de met 2-2 gelijkgespeelde uitwedstrijd tegen FC Eindhoven. Hij miste in het hele seizoen maar één competitiewedstrijd, en door zijn goede spel werd hij in 2018 door eredivisionist AZ aangetrokken. Hij is werd hier tweede keeper achter Marco Bizot, en speelde zodoende zijn wedstrijden in Jong AZ.  Hij debuteerde in het eerste elftal van AZ op 21 december 2019, in de met 3-0 verloren uitwedstrijd tegen Sparta Rotterdam. Hij kwam in de 8e minuut in het veld voor Dani de Wit nadat keeper Bizot een rode kaart had gekregen. Ook de wedstrijd erna, een 1-3 verlies tegen Willem II, speelde hij doordat Bizot geschorst was. In het seizoen 2020/21 wordt hij verhuurd aan De Graafschap.

### Statistieken

#### Beloften
| Seizoen                    | Club            | Land            | Competitie      | Competitie | Competitie | Totaal | Totaal |
| Seizoen                    | Club            | Land            | Competitie      | Wed.       | Dlp.       | Wed.   | Dlp.   |
| -------------------------- | --------------- | --------------- | --------------- | ---------- | ---------- | ------ | ------ |
| 2018/19                    | Jong AZ         | Nederland       | Eerste divisie  | 8          | 0          | 8      | 0      |
| 2019/20                    | Jong AZ         | Nederland       | Eerste divisie  | 18         | 0          | 18     | 0      |
| Totaal beloften            | Totaal beloften | Totaal beloften | Totaal beloften | 26         | 0          | 26     | 0      |
| Bijgewerkt op 19 juni 2020 |                 |                 |                 |            |            |        |        |

#### Senioren
| Seizoen         | Club            | Land            | Competitie      | Competitie | Competitie | Beker | Beker | Overig | Overig | Totaal | Totaal |
| Seizoen         | Club            | Land            | Competitie      | Wed.       | Dlp.       | Wed.  | Dlp.  | Wed.   | Dlp.   | Wed.   | Dlp.   |
| --------------- | --------------- | --------------- | --------------- | ---------- | ---------- | ----- | ----- | ------ | ------ | ------ | ------ |
| 2014/15         | ADO Den Haag    | Nederland       | Eredivisie      | 0          | 0          | 0     | 0     | –      | –      | 0      | 0      |
| 2015/16         | ADO Den Haag    | Nederland       | Eredivisie      | 0          | 0          | 0     | 0     | –      | –      | 0      | 0      |
| 2016/17         | ADO Den Haag    | Nederland       | Eredivisie      | 0          | 0          | 0     | 0     | –      | –      | 0      | 0      |
| 2017/18         | Telstar         | Nederland       | Eerste divisie  | 37         | 0          | 0     | 0     | 2      | 0      | 39     | 0      |
| 2018/19         | AZ              | Nederland       | Eredivisie      | 0          | 0          | 0     | 0     | 0      | 0      | 0      | 0      |
| 2019/20         | AZ              | Nederland       | Eredivisie      | 2          | 0          | 0     | 0     | 0      | 0      | 2      | 0      |
| 2020/21         | → De Graafschap | Nederland       | Eerste divisie  | 36         | 0          | 2     | 0     | 1      | –      | 39     | 0      |
| Totaal senioren | Totaal senioren | Totaal senioren | Totaal senioren | 75         | 0          | 2     | 0     | 3      | 0      | 80     | 0      |
| Carrièretotaal  | Carrièretotaal  | Carrièretotaal  | Carrièretotaal  | 75         | 0          | 2     | 0     | 3      | 0      | 80     | 0      |